# NGC 4631
NGC 4631, también conocida cómo la Galaxia de la Ballena (en inglés, Whale Galaxy), es una galaxia espiral (clasificada por algunos autores cómo una galaxia espiral barrada) situada en la constelación de Canes Venatici, a una distancia de entre 25 y 30 millones de años luz de nuestra galaxia.

## Características
Se trata de una galaxia vista de canto -lo que dificulta su estudio- de tipo tardío y fuertemente distorsionada por la interacción con galaxias vecinas cómo la galaxia elíptica enana NGC 4627 -en la imagen de la derecha, la pequeña galaxia situada justo debajo de ella- y la galaxia irregular NGC 4656, las cuales han provocado con su atracción gravitatoria que el núcleo galáctico parezca desplazado hacia un lado en las imágenes tomadas en luz visible, la existencia de un brote estelar tanto en su centro -dónde no es demasiado intenso- cómo en el resto de ella, la presencia de cuatro colas de gas que unen a NGC 4631 con sus compañeras, y un arco de polvo e hidrógeno molecular en el halo galáctico -todo lo cual explica que haya aparecido en el Atlas de galaxias peculiares de Halton Arp cómo Arp 281-.
De modo similar a otras galaxias con brote estelar cómo M82 o NGC 253, las explosiones de supernova producidas en el brote estelar han expulsado materia al halo galáctico en la forma de un potente superviento, que puede apreciarse en imágenes tomadas con rayos X y en H-Alpha

## Grupo de galaxias
NGC 4631 es la galaxia más brillante (pero no la más grande) del Grupo NGC 4414 -que incluye a la ya mencionada NGC 4656-, así como un miembro del grupo de galaxias Coma I, a NGC 4414, a M64, a la que pertenece también por ejemplo NGC 4559 y que parece estar en proceso de acercamiento y fusión con el Cúmulo de Virgo